# گابریل دو بروی
گابریل دو بروی (به فرانسوی: Gabriel de Broglie‎; ۲۱ آوریل ۱۹۳۱ – ۸ ژانویهٔ ۲۰۲۵) سیاستمدار و تاریخ‌نگار اهل فرانسه بود. او در سال ۲۰۰۱ به عضویت فرهنگستان فرانسه انتخاب شد.
وی برندهٔ جوایزی همچون لژیون دونور شد.
دو بروی در ۸ ژانویهٔ ۲۰۲۵، در سن ۹۳ سالگی در پاریس، فرانسه درگذشت.